# Manettia riedelii
Manettia riedelii är en måreväxtart som beskrevs av Herbert Fuller Wernham. Manettia riedelii ingår i släktet Manettia och familjen måreväxter. Inga underarter finns listade i Catalogue of Life.